# Arthur Marvin
Arthur Marvin, né le 26 mai 1859 à Warners (État de New York) et mort le 18 janvier 1911 à Los Angeles, est un directeur de la photographie américain.
Il exerce durant la période du cinéma muet.

## Biographie
Arthur Marvin fait ses débuts dans le cinéma dès 1897 en travaillant pour la société de production fondée et dirigée par son frère Harry, l'American Mutoscope Company. En 1908, il travaille sur le premier film réalisé par D. W. Griffith, Les Aventures de Dollie (The Adventures of Dollie), marquant le début d'une collaboration fructueuse.
Après avoir travaillé sur plus de 400 films, Arthur Marvin meurt le 18 janvier 1911 à Los Angeles.

## Filmographie partielle

### En tant que directeur de la photographie

#### 1901
- Premières images d'Esquimaux en Arctiques enregistrées.
- Convention of Railroad Passengers Agents

#### 1908
- Professional Jealousy de Wallace McCutcheon
- Classmates de Wallace McCutcheon
- The Man in the Box de Wallace McCutcheon
- At the Crossroads of Life de Wallace McCutcheon Jr.
- The Kentuckian de Wallace McCutcheon
- The Stage Rustler de Wallace McCutcheon
- Les Aventures de Dollie (The Adventures of Dollie) de D. W. Griffith
- The Fight for Freedom de D. W. Griffith
- The Tavern Keeper's Daughter de D. W. Griffith
- La Vipère noire (The Black Viper) de D. W. Griffith
- L'Enfant et le Peau-rouge (The Redman and the Child) de D. W. Griffith
- The Bandit's Waterloo de D. W. Griffith
- Une déclaration difficile (A Calamitous Elopement) de D. W. Griffith
- The Greaser's Gauntlet de D. W. Griffith
- The Man and the Woman de D. W. Griffith
- The Fatal Hour de D. W. Griffith
- Pour l'amour de l'or (For Love of Gold) de D. W. Griffith
- Balked at the Altar de D. W. Griffith
- For a Wife's Honor de D. W. Griffith
- L'Empreinte digitale (Betrayed by a Handprint) de D. W. Griffith
- La Brute (The Girl and the Outlaw) de D. W. Griffith
- La Vocation théâtrale (Behind the Scenes) de D. W. Griffith
- La Jeune Fille indienne (The Red Girl) de D. W. Griffith
- Le Cœur de O'Yama (The Heart of O'Yama) de D. W. Griffith
- Where the Breakers Roar de D. W. Griffith
- L'Appel de la forêt (The Call of the Wild) de D. W. Griffith
- Enoch Arden (After Many Years) de D. W. Griffith
- L'Or du pirate (The Pirate's Gold) de D. W. Griffith
- La Mégère apprivoisée (The Taming of the Shrew) de D. W. Griffith
- The Guerrilla de D. W. Griffith
- L'Ingrate (The Ingrate) de D. W. Griffith
- Le Chemin d'une femme (A Woman's Way) de D. W. Griffith
- The Valet's Wife de D. W. Griffith
- The Feud and the Turkey de D. W. Griffith
- An Awful Moment de D. W. Griffith
- The Helping Hand de D. W. Griffith

#### 1909
- One Touch of Nature de D. W. Griffith
- Love Finds a Way de D. W. Griffith
- Those Boys! de D. W. Griffith
- The Cord of Life de D. W. Griffith
- The Girls and Daddy de D. W. Griffith
- Tragic Love de D. W. Griffith
- Amour et Politique (The Politician's Love Story) de D. W. Griffith
- La Pièce d'or (The Golden Louis) de D. W. Griffith
- At the Altar de D. W. Griffith
- His Wife's Mother de D. W. Griffith
- A Fool's Revenge de D. W. Griffith
- The Wooden Leg de D. W. Griffith
- The Salvation Army Lass de D. W. Griffith
- The Lure of the Gown de D. W. Griffith
- L'Âme du violon (The Voice of the Violin) de D. W. Griffith
- A Burglar's Mistake de D. W. Griffith
- Trying to Get Arrested de D. W. Griffith
- Le Chemin du cœur (The Road to the Heart) de D. W. Griffith
- La Croisade contre le bruit (Schneider's Anti-Noise Crusade) de D. W. Griffith
- Un dormeur encombrant (A Sound Sleeper) de D. W. Griffith
- Confidence de D. W. Griffith

#### 1910
- The Kid de Frank Powell
- The Troublesome Baby de Frank Powell

### En tant que réalisateur
- 1900 : The Downward Path